# Goldwaldsänger
Der Goldwaldsänger (Setophaga petechia) ist ein kleiner insektenfressender Vogel aus der Gattung der Baumwaldsänger (Setophaga) in der Familie der Waldsänger (Parulidae).

## Merkmale
Goldwaldsänger haben ein goldgelbes Federkleid, das an der Brust bei dem Männchen mit kastanienbraunen Streifen durchzogen ist. Bei dem Weibchen fehlen die Streifen oder sie sind nicht so stark ausgeprägt wie bei dem Männchen. Unterarten des Goldwaldsängers tragen auch rostfarbene Streifen an den Flanken. Arten, die in Mangrovenwäldern beheimatet sind, haben eine kastanienfarbene Krone auf dem Kopf. Insgesamt ist das Federkleid bei dem Weibchen stumpfer. Die Oberseite und die Flügeldecken sind gelbgrün bis olivgrün. An den Enden der Schwanzfedern befinden sich gelbe Punkte. Ihre dünnen, spitzen Schnäbel sind grau. Die Körpergröße beträgt je nach Unterart zwischen zehn und achtzehn Zentimeter.

## Ernährung
Sie ernähren sich vorwiegend von Insekten, die sie von den Blättern picken oder im Flug fangen. Gelegentlich fressen sie auch Früchte.

## Fortpflanzung
Zwischen Mai und Juni werden drei bis sechs gräuliche bis grünlich weiße, mit dunklen Flecken überzogene Eier ausgebrütet. Dafür wird ein Nest aus Rinde, Gras, Haaren und Spinnweben auf einem Baum in einer Astgabel oder in einem Gebüsch erbaut. Ein häufiger Brutschmarotzer des Goldwaldsängers ist der Braunkopf-Kuhstärling (Molothrus ater).

## Vorkommen und Bedrohung

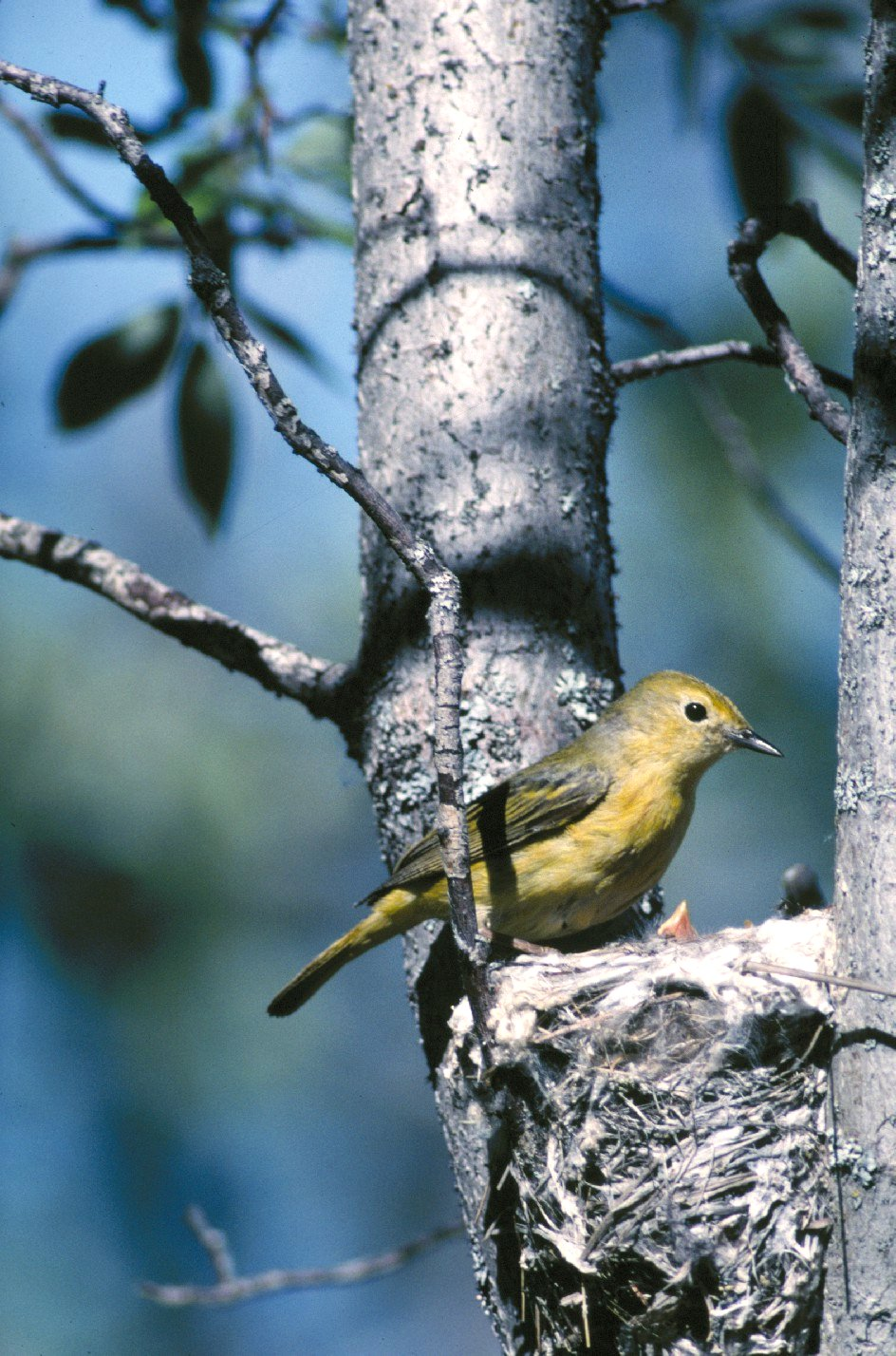
Ein Goldwaldsänger bei seinem Nest

Insgesamt gibt es zwölf Unterarten, die den Westindischen Raum und das amerikanische Festland bewohnen. Die anpassungsfähigen Goldwaldsänger brüten in der Regel in feuchten Lebensräumen mit hohem Insektenvorkommen unter anderem in Nordamerika, von Alaska und Nordkanada bis nach Mexiko, wo sie die südlich gelegenen Mangroven bewohnen. Andere Lebensräume befinden sich an den Randbereichen von Sümpfen, Seen, Flüssen, bei Weiden, in Gärten oder auch an Waldrändern. Im Winter ziehen sie in den Süden von Kalifornien und Florida bis in Gebiete nach Brasilien, Bolivien und Peru. Unterarten kommen des Weiteren auf den großen Antillen vor, von Kuba, Puerto Rico, Jamaika und Hispaniola. Eine Art kommt auf den Galapagosinseln vor, eine weitere auf der Cocos-Insel. Als seltener Gast kommt er auch in Westeuropa vor.
Von den zwölf Arten ist besonders der Barbados-Goldwaldsänger (Setophaga petechia petechia), dessen Lebensraum sich auf der Insel Barbados befindet, stark gefährdet durch eingeschleppte Raubtiere, Brutschmarotzer und durch Zerstörung seiner Lebensräume durch den Tourismus. Von den Barbados-Goldwaldsängern gibt es nur noch wenige Brutpaare.

## Unterarten

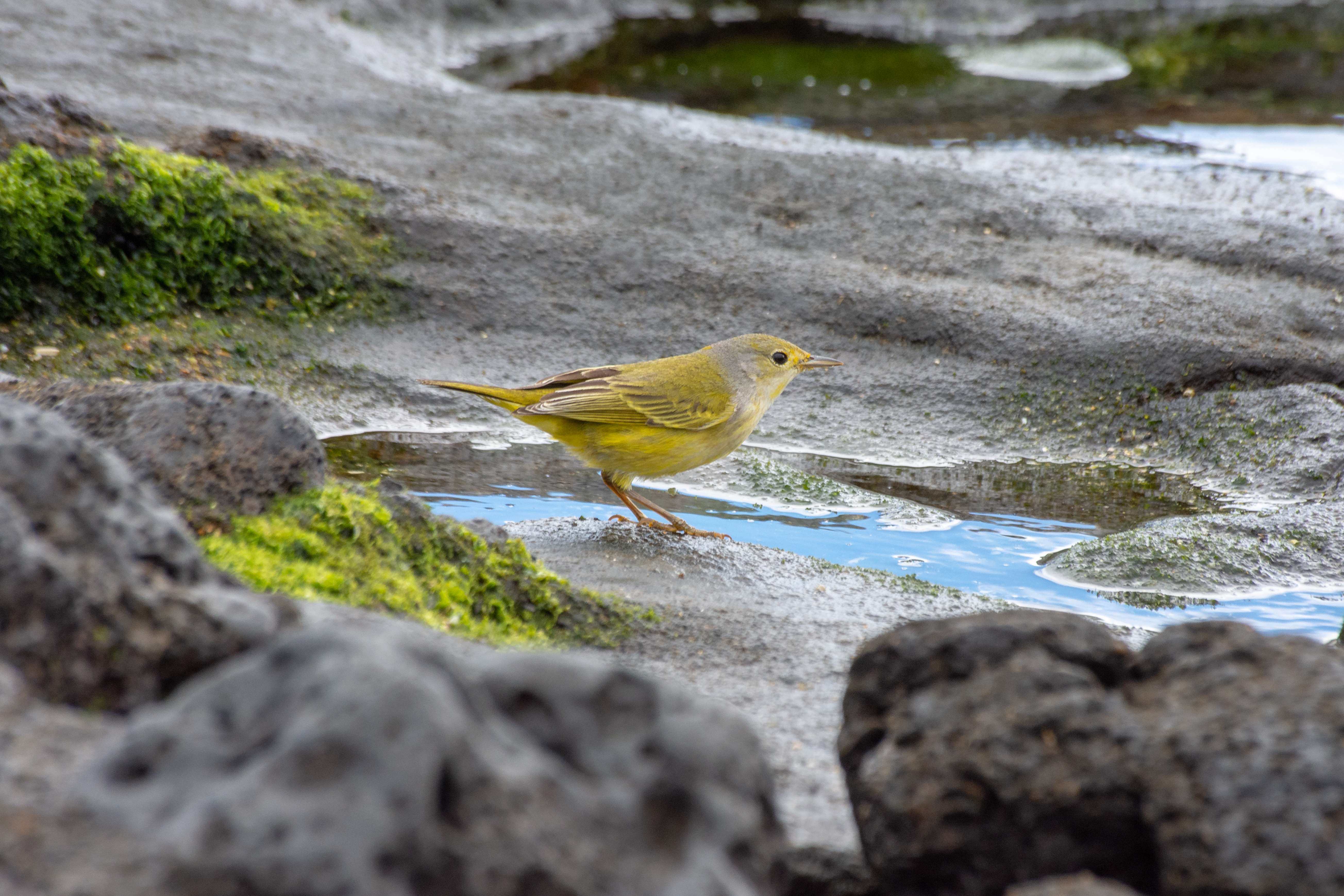
Ein Goldwaldsänger auf der Insel Santiago (Galapagos)

Es sind vierunddreißig Unterarten bekannt:
- Setophaga petechia oraria (Parkes & Dickerman, 1967)[2] – Diese Unterart kommt im Osten Mexikos vor
- Setophaga petechia bryanti (Ridgway, 1873)[3] – Diese Unterart ist vom Südosten Mexikos bis in den Süden Nicaraguas verbreitet.
- Setophaga petechia erithachorides (Baird, SF, 1858)[4] – Diese Subspezies kommt vom Osten Costa Ricas bis in den Norden Kolumbiens vor.
- Setophaga petechia chrysendeta (Wetmore, 1946)[5] – Das Verbreitungsgebiet dieser Unterart reicht vom Nordosten Kolumbiens bis in den extremen Nordosten Venezuelas.
- Setophaga petechia paraguanae (Phelps & Gilliard, 1941)[6] – Diese Unterart kommt auf der Halbinsel Paraguaná vor.
- Setophaga petechia cienagae (Zimmer, JT & Phelps, 1944)[7] – Diese Subspezies kommt im Nordwesten und Norden von Venezuela und auf den angrenzenden Inseln vor.
- Setophaga petechia castaneiceps (Ridgway, 1885)[8] – Die Unterart ist im südlichen Niederkalifornien verbreitet.
- Setophaga petechia rhizophorae (van Rossem, 1935)[9] – Diese Unterart kommt in Sonora und Sinaloa vor.
- Setophaga petechia phillipsi (Browning, 1994)[10] – Diese Subspezies kommt im Westen Mexikos bis nach Honduras vor.
- Setophaga petechia xanthotera (Todd, 1924)[11] – Diese Unterart ist im Westen Nicaraguas und dem Westen Costa Ricas verbreitet.
- Setophaga petechia aithocorys (Olson, 1980)[12] – Diese Unterart ist im Südwesten Panama und der Coiba-Insel verbreitet.
- Setophaga petechia iguanae (Olson, 1980)[13] – Diese Unterart kommt auf der Iguana-Insel südlich von Panama vor.
- Setophaga petechia aequatorialis (Sundevall, 1869)[14] – Diese Unterart ist im südlichen zentralen Panama verbreitet.
- Setophaga petechia jubaris (Olson, 1980)[15] – Das Verbreitungsgebiet dieser Subspezies reicht über den Südosten Panamas bis ins westliche zentrale Kolumbien.
- Setophaga petechia peruviana (Sundevall, 1869)[14] – Diese Unterart ist vom Südwesten Kolumbiens bis in den Nordwesten Perus verbreitet.
- Setophaga petechia aureola (Gould, 1839)[16] – Diese Unterart kommt auf der Coco- und den Galapagosinseln vor.
- Setophaga petechia ruficapilla (Gmelin, JF, 1789)[17] – Diese Unterart kommt auf Martinique vor.
- Setophaga petechia rufivertex (Ridgway, 1885)[18] – Diese Unterart kommt auf Cozumel vor.
- Setophaga petechia armouri (Greenway, 1933)[19] – Diese Subspezies kommt auf der Providencia-Insel vor.
- Setophaga petechia flavida (Cory, 1887)[20] – Diese Unterart ist auf der San Andrés-Insel verbreitet.
- Setophaga petechia eoa (Gosse, 1847)[21] – Diese Unterart ist auf den Kaimaninseln und auf Jamaika verbreitet.
- Setophaga petechia gundlachi (Baird, SF, 1865)[22] – Das Verbreitungsgebiet dieser Unterart ist Florida Keys, Kuba und die dazugehörende Isla de la Juventud.
- Setophaga petechia flaviceps (Chapman, 1892)[23] – Diese Unterart kommt auf den Bahamas vor.
- Setophaga petechia albicollis (Gmelin, JF, 1789)[24] – Diese Unterart kommt auf Hispaniola und den nahe gelegenen Inseln vor.
- Setophaga petechia chlora (Browning, 1994)[25] – Diese Unterart kommt auf den Cayos Siete Hermanos vor.
- Setophaga petechia solaris (Wetmore, 1929)[26] – Diese Unterart kommt auf der Île de la Gonâve vor.
- Setophaga petechia bartholemica (Sundevall, 1869)[27] – Das Verbreitungsgebiet dieser Subspezies ist Puerto Rico, die Jungferninseln und die nördlichen Teile der Kleinen Antillen.
- Setophaga petechia melanoptera (Lawrence, 1879)[28] – Diese Unterart kommt im zentralen Teil der Kleinen Antillen vor.
- Setophaga petechia babad (Bond, 1927)[29] – Diese Unterart kommt auf St. Lucia vor.
- Setophaga petechia petechia (Linnaeus, 1766)[30] – Die Nominatform kommt auf Barbados vor.
- Setophaga petechia alsiosa (Peters, JL, 1926)[31] – Diese Subspezies kommt auf den Grenadinen vor.
- Setophaga petechia rufopileata (Ridgway, 1884)[32] – Das Verbreitungsgebiet dieser Unterart ist Aruba, die Niederländischen Antillen und weitere Inseln nördlich von Venezuela.
- Setophaga petechia obscura (Cory, 1909)[33] – Diese Unterart kommt auf Las Aves, Los Roques und La Orchila vor.
- Setophaga petechia aurifrons (Phelps & Phelps Jr, 1950)[34] – Das Verbreitungsgebiet dieser Unterart umfasst den Nordosten Venezuelas und die angrenzenden Inseln.

## Einzelbelege
1. ↑  IOC World Bird List New World warblers & oropendolas
2. ↑  Kenneth Carroll Parkes, S. 87.
3. ↑  Robert Ridgway (1873), S. 606.
4. ↑  Spencer Fullerton Baird (1858), S. 283.
5. ↑  Alexander Wetmore (1946), S. 52.
6. ↑  William H. Phelps u. a. (1941), S. 10.
7. ↑  John Todd Zimmer u. a., S. 14.
8. ↑  Robert Ridgway: A review of the American “golden warblers”. 1885, S. 350.
9. ↑  Adriaan Joseph van Rossem, S. 67.
10. ↑  Marvin Ralph Browning, S. 45.
11. ↑  Walter Edmond Clyde Todd, S. 123.
12. ↑  Storrs Lovejoy Olson, S. 474.
13. ↑  Storrs Lovejoy Olson, S. 475.
14. 1 2  Carl Jakob Sundevall, S. 609.
15. ↑  Storrs Lovejoy Olson, S. 478.
16. ↑  John Gould, S. 86, Tafel 28.
17. ↑  Johann Friedrich Gmelin, S. 971.
18. ↑  Robert Ridgway: Description of Some New Species of Birds From Cozumel Island, Yucatan. 1885, S. 21.
19. ↑  James Cowan Greenway, S. 63.
20. ↑  Charles Barney Cory (1887), S. 179.
21. ↑  Philip Henry Gosse, S. 158.
22. ↑  Spencer Fullerton Baird (1865), S. 194, 197.
23. ↑  Frank Michler Chapman, S. 310.
24. ↑  Johann Friedrich Gmelin, S. 983.
25. ↑  Marvin Ralph Browning, S. 39.
26. ↑  Alexander Wetmore (1929), S. 1.
27. ↑  Carl Jakob Sundevall, S. 607.
28. ↑  George Newbold Lawrence, S. 453.
29. ↑  James Bond, S. 571.
30. ↑  Carl von Linné, S. 334.
31. ↑  James Lee Peters, S. 41.
32. ↑  Robert Ridgway (1884), S. 173.
33. ↑  Charles Barney Cory (1909), S. 217.
34. ↑  William H. Phelps u. a. (1950), S. 21.